# Muko (Kyoto)
Muko (向日市, Mukō-shi) is een Japanse stad in de prefectuur Kyoto. Begin 2014 telde de stad 53.578 inwoners. Muko maakt deel uit van de metropool Groot-Osaka. De voormalige hoofdstad van Japan Nagaoka-kyo ligt gedeeltelijk in het huidige Muko.

## Geschiedenis
Op 1 oktober 1972 werd Muko benoemd tot stad (shi).

## Partnersteden
- Saratoga, Verenigde Staten sinds 1983
- Hangzhou, China

Steden:
Ayabe · Fukuchiyama · Joyo · Kameoka · Kizugawa · Kyotanabe · Kyotango · Kyoto (hoofdstad) · Maizuru  · Miyazu · Muko · Nagaokakyo · Nantan · Uji · Yawata

Districten:
Funai · Kuse · Otokuni · Souraku · Tsuzuki · Yosa
Gemeenten per district